# Кара-Шаар
Кара-Шаар (кирг. Кара-Шаар) — село в Тонском районе Иссык-Кульской области Кыргызстана. Входит в состав Улаколского аильного округа. Код СОАТЕ — 41702 220 825 03 0.

## Население
По данным переписи 2009 года, в селе проживало 942 человека.